# 8904 Yoshihara
8904 Yoshihara (tên chỉ định: 1995 VY) là một tiểu hành tinh vành đai chính. Nó được phát hiện bởi Takao Kobayashi ở Ōizumi Observatory ở Ōizumi, Gunma Prefecture, Nhật Bản, ngày 15 tháng 11 năm 1995. Nó được đặt theo tên Masahiro Yoshihara, nhà thiên văn học nghiệp dư Nhật Bản.